# Méobecq
Méobecq – miejscowość i gmina we Francji, w Regionie Centralnym, w departamencie Indre.
Według danych na rok 1990 gminę zamieszkiwały 402 osoby, a gęstość zaludnienia wynosiła 11 osób/km² (wśród 1842 gmin Regionu Centralnego Méobecq plasuje się na 755. miejscu pod względem liczby ludności, natomiast pod względem powierzchni na miejscu 219.).